# Suda Yoshimasa
Yoshimasa Suda (sinh ngày 22 tháng 8 năm 1967) là một cầu thủ bóng đá người Nhật Bản.

## Sự nghiệp câu lạc bộ
Yoshimasa Suda đã từng chơi cho Tokyo Gas, Urawa Reds và Kofu SC.